# Grenzüberschreitender Wanderweg

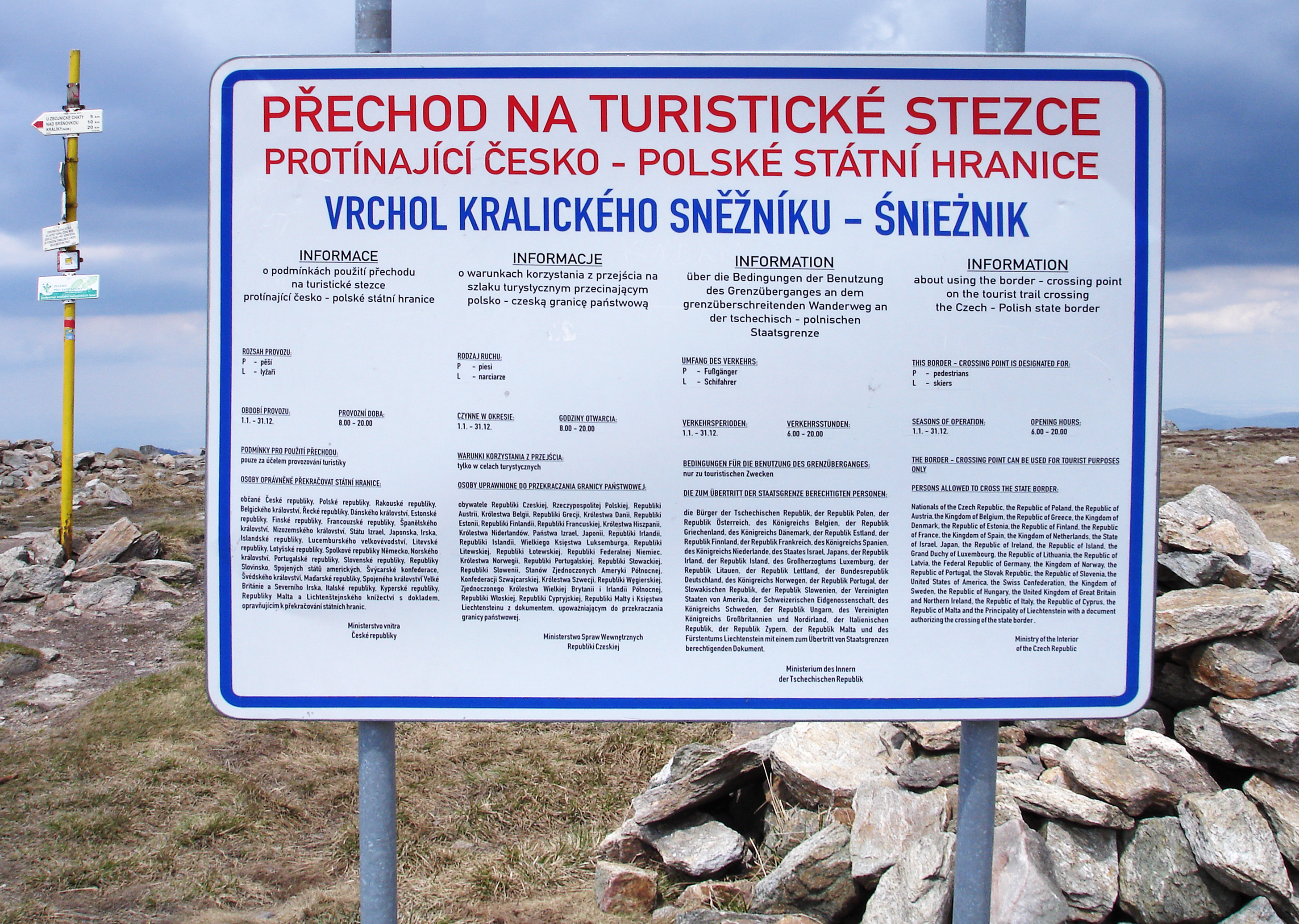
Grenzüberschreitender Wanderweg am Gipfel des Glatzer Schneebergs (Tschechien/Polen), seit Beitritt zum Schengener Abkommen obsolet

Ein grenzüberschreitender Wanderweg ist ein besonderer Grenzübergang, welcher insbesondere dem Tourismus im kleinen Grenzverkehr dient. Eine Ausweis- oder Zollkontrolle findet an grenzüberschreitenden Wanderwegen in aller Regel nicht statt. Der Grenzübertritt ist deshalb nur Bürgern der aneinandergrenzenden Staaten bzw. solchen Ausländern gestattet, die in keinem der beiden Staaten einer Visumspflicht unterliegen.
Grenzüberschreitende Wanderwege bestanden zum Beispiel in Deutschland bis Dezember 2007 an der Grenze zur Tschechischen Republik bis zu deren Beitritt zum Schengener Abkommen. Seither darf die Grenze – wie jede Schengen-Binnengrenze – gemäß Artikel 22 Schengener Grenzkodex an jeder Stelle überschritten werden.